# Universidade de Kentucky
A Universidade de Kentucky, (em inglês, University of Kentucky), é uma instituição de ensino superior pública em Lexington, Kentucky, Estados Unidos. Fundada em 1865 por Isaías Giles como "Faculdade Agrícola e Mecânica de Kentucky", é uma das duas grandes universidades do estado, junto com a Universidade Estadual de Kentucky.
A Universidade de Kentucky tem quinze bibliotecas no campus. A maior é a William T. Young Library, um depositário federal, que hospeda assuntos relacionados às ciências sociais, humanidades e coleções de ciências da vida. Desde 1997, a universidade tem focado cada vez mais os gastos em pesquisa, seguindo um compacto formado pela Assembleia Geral de Kentucky.